# Jon Flemming Olsen
Jon Flemming Olsen(né le 14 décembre 1964 à Düsseldorf, Allemagne) est musicien, graphiste, auteur, acteur et animateur de télévision. 
En 1997 il a fondé le groupe Texas Lightning & The Rodeo Rockets qui a fait ses débuts sur scène en 2000. Depuis fin 2004 le groupe de country se produit sous le nom raccourci de Texas Lightning. En 2006 les Texas Lightning  ont représenté l´Allemagne au  concours Eurovision de la chanson 2006 avec leur hit No No Never qui atteindra la 15e place du concours. "No no never" a fait un carton en Allemagne : plus de 450.000 disques vendus, disque d´or et de platine. La chanson est restée classée 38 semaines consécutives au hit parade. Leur album Meanwhile, Back at the Ranch …  sorti en 2005 se rapprocha du disque de platine avec presque 200.000 exemplaires vendus. Jon Flemming Olsen était aussi le chanteur et guitariste du groupe jusqu'à son départ du groupe en 2009.

## Biographie
Jon Flemming Olsen a commencé sa formation musicale de bonne heure ; en 1969 il a assisté à des cours de musique pour jeunes enfants à la Musikhochschule (École supérieure de musique) de Hambourg. De 1971 à 1975 il y a pris des cours de flûte et de 1976 à 1977 il a participé à des cours de violon. Il a appris la guitare, son instrument de prédilection, entre 1977 et 1982. Jon Flemming Olsen a pris des cours de chant en 1986, suivis en 1987 d´une formation de chanteur (Popkurs).
Graphiste autodidacte il a principalement conçu des pochettes de CD à partir de 1993 pour des artistes allemands tels Udo Lindenberg, Phillip Boa, Selig, Echt, Stefan Gwildis, Annett Louisan et Palast Orchester avec le chanteur Max Raabe.
La carrière musicale de Jon Flemming Olsen a débuté avec le groupe Camelot. Depuis 1978 il joue de la guitare et/ou chante dans divers groupes, entre autres The Types (1980–1984), Welcome Home (1989–1993), Tim (1989), Die Sirenen (1989–1994), Die Bietels (1992–1996) avec Olli Dittrich et Stephan Zacharias.
En 2000 Jon Flemming Olsen a joué plusieurs petits rôles pour l´émission télévisée d’Olli Dittrich « Olli, Tiere, Sensationen » (Olli, animaux, sensations) dont Ingo, patron d´un restaurant rapide, pour la première fois. Le sketch improvisé Dittsche durait deux minutes. L´émission a été diffusée pendant deux saisons et arrêtée en 2001.
Depuis février 2004 Dittsche – das wirklich wahre Leben (Dittsche – la véritable vraie vie) est une émission à part entière diffusée par la chaîne WDR, qui dure 30 minutes. Cette comédie a été récompensée par le Prix Grimme d´or (Grimmepreis in Gold) et le Prix de la Télévision allemande (Deutscher Fernsehpreis).
En 2009 Jon Flemming Olsen a voyagé pendant un mois à travers l´Allemagne. Il a choisi 16 "établissements de restauration rapide" répartis dans les 16 régions allemandes afin d´y étudier la réalité de la restauration rapide allemande. Son expérience lui a servi de base pour écrire son livre Der Fritten-Humboldt* - Meine Reise ins Herz der Imbissbude (Référence à Alexander von Humboldt, naturaliste, géographe et explorateur allemand).
En novembre 2011 Jon Flemming Olsen a monté un nouveau groupe Jon Flemming Olsen Acoustic Trio avec Markus Schmidt et Laurens Kils-Hütten. Il y était le chanteur et jouait de la guitare western et de la mandoline.
Début 2012 Jon Flemming Olsen a animé les 40 émissions du quiz télévisé Kneipenquiz qui ont été diffusées par la chaîne  ZDFneo.
Durant l´été 2012 Jon Flemming Olsen a commencé à écrire les textes et composer les musiques de son premier album solo, qui ne devait contenir que des textes en allemand : une nouveauté pour lui. Son album intitulé "Immer wieder weiter" est sorti le 31 janvier 2014 sous le label hambourgeois 105music, qui a sous contrat des artistes tels que Ina Müller, Konrad Wissmann, Stefan Gwildis et Anna Depenbusch.

## Discographie

### Album en studio (Solo)
| 2014 | Immer wieder weiter | – |

### Album en studio (avec Texas Lightning)
| 2005 | Meanwhile, Back at the Ranch …        | 3 (32 sem.)  | 13 (15 sem.) | 28 (19 sem.) |
| 2006 | Meanwhile, Back at the Golden Ranch … | 31 (10 sem.) | –            | –            |
| 2009 | Western Bound                         | –            | –            | –            |

### Singles (avec Texas Lightning)
| 2005 | Like a Virgin Meanwhile, Back at the Ranch …    | 91 (1 sem.) | –           | –           |
| 2006 | No No Never Meanwhile, Back at the Ranch …      | 1 (38 sem.) | 4 (34 sem.) | 6 (34 sem.) |
| 2006 | I Promise Meanwhile, Back at the Golden Ranch … | 51 (9 sem.) | 61 (3 sem.) | 87 (2 sem.) |
| 2009 | Seven Ways to Heaven Western Bound              | 80 (3 sem.) | –           | –           |